# Until all the ghosts are gone
Until all the ghosts are gone is een studioalbum van Anekdoten. Anekdoten nam voor dit album een rustpauze van acht jaren. Opnamen vonden plaats in zeven verschillende geluidsstudio’s, waarvan een de Travesty Studio in Londen was (de privéstudio van Theo Travis). Theo Travis kwam via Andy Tillison (die speelde mee op album From within) in de contact met Anekdoten, hetgeen uitliep op enige samenwerking. Een nieuw gezicht was ook Marty Willson-Piper, een Australisch gitarist, ooit deel uitmakend van The Church. Hij ontmoette Nicolas Barker in diens platenwinkel in Stockholm en raakte aan de praat. Toen Anekdoten de begeleidende toer wilde voorbereiden, bleek dat een extra muzikant op het podium nodig was, Wilson-Piper speelde mee.
Binnen de niche van progressieve rock werd het album, net als haar voorgangers, als goed bestempeld, daarbuiten is nauwelijks aandacht voor deze muziek en is de waardering ook minder. 

## Musici
- Nicklas Barker – elektrische en akoestische gitaar, mellotron, orgel, vibrafoon, stem
- Anna Sofi Dahlberg – mellotron, orgel, Fender Rhodes
- Jan Erik Lileström – basgitaar, stem
- Per Nordins – slagwerk, percussie

Met
- Per Wiberg (ex-Opeth, Landberk, Morte Macabre, Paatos, Death Organ – orgel op Shooting star
- Theo Travis – dwarsfluit op If it all comes down to you en Until all the ghosts are gone
- Marty Wilson-Piper – gitaar op Until all the ghosts are gone
- Gustav Nygren – saxofoon op Our days are numbered

## Muziek
Muziek van Barker, teksten van Liljeström

| Nr. | Titel                       | Duur  |
| --- | --------------------------- | ----- |
| 1.  | Shooting star               | 10:10 |
| 2.  | Get out alive               | 7:32  |
| 3.  | If it all comes down to you | 5:52  |
| 4.  | Writing on the wall         | 9:03  |
| 5.  | Until all ghosts are gone   | 5:07  |
| 6.  | Our days are numbered       | 8:36  |